# Glenn Hardin
Glenn Foster „Slats” Hardin (ur. 1 lipca 1910 w Derma, zm. 6 marca 1975 w Baton Rouge) – amerykański lekkoatleta płotkarz, mistrz olimpijski.
Startował w biegu na 400 metrów przez płotki. Zdobył srebrny medal w tej konkurencji na igrzyskach olimpijskich w 1932 w Los Angeles. Wyrównał w tym biegu rekord świata Morgana Taylora wynoszący 52,0 s (złoty medalista Bob Tisdall z Irlandii przewrócił płotek, co zgodnie z ówczesnymi przepisami uniemożliwiało uznanie jego wyniku za rekord).
Hardin poprawił rekord świata w 1934 najpierw na 51,8 s (wygrywając mistrzostwa USA (AAU) w tym roku), a następnie w Sztokholmie przebiegł 400 metrów przez płotki w 50,6 s. Wynik ten był rekordem świata przez 19 lat. Na igrzyskach olimpijskich w 1936 w Berlinie Hardin zdobył złoty medal. Wkrótce potem zakończył karierę, niepokonany w biegu na 400 metrów przez płotki od 1932.
Był mistrzem USA (AAU) na tym dystansie w 1933, 1934 i 1936, a także akademickim mistrzem USA (NCAA) w biegu na 440 jardów (płaskie) i 220 jardów przez płotki w 1933 i 1934.